# الیاس حسین
الیاس حسین (انگلیسی: Elias Hossain؛ زادهٔ ۱۰ اکتبر ۱۹۶۲) بازیکن فوتبال اهل بنگلادش بود.
وی همچنین در تیم‌های ملی فوتبال زیر ۲۰ سال بنگلادش و بنگلادش بازی کرده است.
وی در مسابقات کشوری و بین‌المللی در مجموع برندهٔ ۲ مدال نقره، ۱ مدال برنز شده است.